# Francisco Bazán
Francisco de Paula Bazán Landi (Lima, 10 ottobre 1980) è un ex calciatore peruviano, di ruolo portiere.